# Axiocerses harpax
Axiocerses harpax är en fjärilsart som beskrevs av Fabricius 1775. Axiocerses harpax ingår i släktet Axiocerses och familjen juvelvingar. Inga underarter finns listade i Catalogue of Life.

## Bildgalleri

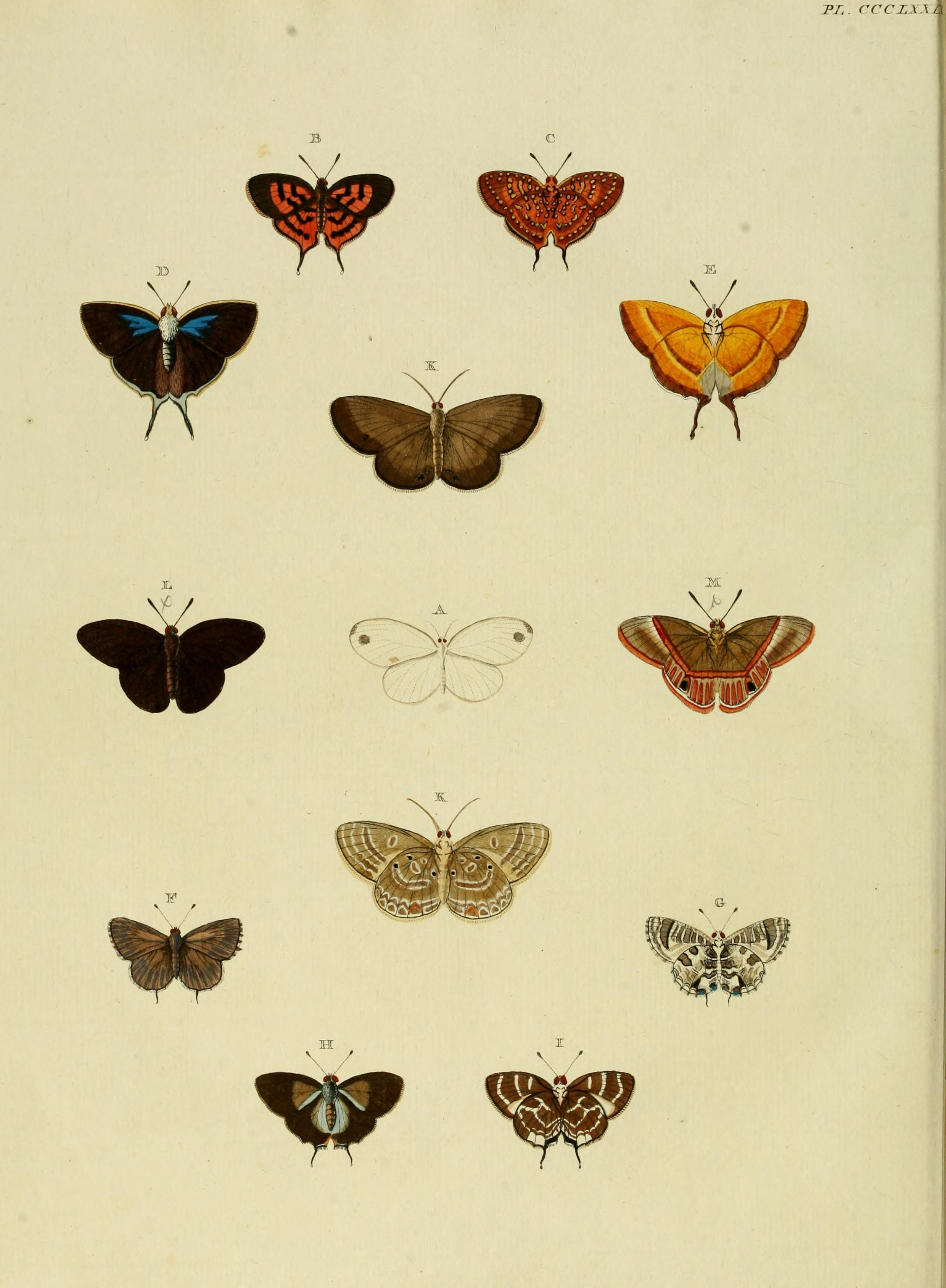